# Stora Hoberget
Stora Hoberget är ett naturreservat i Norbergs kommun i Västmanlands län.
Området är naturskyddat sedan 2007 och är 86 hektar stort. Reservatet omfattar berget Stora Hoberget och dess nordostsluttning och består av mark som drabbades av skogsbrand 2014 där bara några få träd i östra delen överlevde.